# John Clark (Tom Clancy)
John Terrence Clark (nombre real John Terence Kelly) es un personaje ficticio creado por Tom Clancy que aparece en muchas de sus novelas. Es un irlandés-estadounidense y además católico. Su sobrenombre en la naval es 'Snake, y es reconocido como uno de los hombres más hábiles para desplazarse por territorio enemigo durante la oscuridad.

## Biografía
Nació en 1942 en Indianápolis, Indiana. El padre de Clark/Kelly fue un bombero que murió de un ataque al corazón durante un incendio. Perdió a su madre por cáncer cuando era un niño.
Su primera esposa, Patricia, por quién es probable que haya nombrado a su segunda hija, murió en un accidente automovilístico cuando su auto fue arrollado por un furgón.
Está casado con Sandra (Sandy) O'Toole, una enfermera que lo ayudó en su recuperación en un hospital luego de una operación de reconocimiento que involucraba a traficantes de drogas. Clark tiene dos hijas, Maggie y Patricia. Patricia está casada con Domingo "Ding" Chávez, veterano de una operación militar encubierta en Colombia, recluta de Clark, su socio en la CIA y líder del equipo de asalto en RAINBOW. En 'Rainbow Six' Patricia da a luz a un hijo, John Conor Chávez, haciendo así abuelo a Clark.

## Carrera profesional
Clark se unió a la armada (como John Terrence Kelly) durante la guerra de Vietnam, se hizo un Navy SEAL y participó en diversas operaciones especiales, una de las cuales fue el rescate de un aviador naval derribado en el norte de Vietnam. Luego de su primera gira de servicio, Kelly se retira de este, pero es luego recontratado por la CIA para otra misión en Vietnam. Al mismo tiempo, Kelly libera una guerra propia contra un cartel de drogas cuyos miembros asesinaron a su novia, Pamela Madden; Kelly tiene éxito en eliminar al cartel, pero la policía de Baltimore (que incluye a Emmet Ryan, el padre de Jack Ryan) logra identificarlo como el hombre que asesinó a todos los narcotraficantes. Kelly falsifica su propia muerte y se vuelve empleado de tiempo completo de la CIA, bajo el pseudónimo de "Mr. Clark".
A través de su carrera, Clark a esta en una serie de zonas de crisis. Adicional a la guerra de Vietnam, también estuvo en la crisis de rehenes en Irán y en la guerra del Golfo, además de una serie de misiones en la Unión Soviética, y dice haber tenido la cabeza de Abu Nidal en la mira de su arma, pero nunca obtuvo luz verde para ejecutar el disparo.
Clark entra en la serie de libros de Jack Ryan en Juegos de Patriotas; aunque no aparece en el libro, luego se revela que era el enlace de la CIA con el grupo de operaciones encubiertas francés involucrado en la campaña contra el ULA. Aparece brevemente en El Cardenal del Kremlin, durante el cual arregla el escape de la familia del director de la KGB, luego que este decide desertar a los Estados Unidos.
En Peligro Inminente, Clark comanda la unidad de operaciones especiales del U.S Army que realiza una guerra secreta contra el Cartel de Medellín en Colombia. Cuando el gobierno de los Estados Unidos abandona a sus hombres por razones políticas, Clark y Ryan vuelan a Colombia para rescatar a los sobrevivientes; esta es la primera vez que Clark interactúa con Ryan.
En Pánico Nuclear, Clark es el conductor personal y guardaespaldas de Ryan. Luego en la novela, regresa al campo de operaciones, para instalar un equipo de espionaje en el avión del primer ministro japonés durante una visita suya a la Ciudad de México. Durante la operación sucede el atentado terrorista en Denver, y la misión le es cambiada a interceptar los terroristas palestinos que intentan escapar a través de México. Clark realiza esta detención con éxito. Posteriormente, durante el vuelo de regreso a los Estados Unidos con los prisioneros palestinos, Clark tortura a ambos detenidos con el fin de extraerles información rápidamente sobre el atentado.
En Deuda de Honor, es de nuevo un agente de campo de la CIA; durante el inicio de la novela, él y su compañero Domingo Chávez capturan a un líder guerrillero africano, Mohammed Abdul Corp, y lo entregan a la justicia. Luego, ambos son enviado a Japón para evaluar el comportamiento nacional del país. Cuando estalla la guerra entre Japón y los Estados Unidos, ellos establecen contacto con la oposición en el gobierno japonés, y también intervienen en la eliminación de dos aviones AWACS japoneses.
Clark pasa la primera mitad del siguiente libro, Órdenes Ejecutivas sirviendo como instructor de agentes de campo de la CIA. Hacia el final, él y Chávez regresan al campo, y se les ordena descubrir quién es el responsable del ataque con Ébola en los Estados Unidos, una acción que rápidamente relacionan con la nueva República Islámica Unida. Con la cooperación del SVR ruso, que trabaja con los estadounidenses, se infiltran en Teherán, donde ponen un rastreador láser en la casa del dictador de la RIU, Mahmoud Daryaei, para que la fuerza aérea pueda destruir su casa y así matarlo.
El siguiente año, Clark escribe una nota a la CIA donde expresa su preocupación sobre el levantamiento del terrorismo internacional posterior a la caída de la Guerra Fría. y recomienda crear un equipo de respuesta de la OTAN que pueda ser desplegado rápidamente en situaciones de terrorismo. Esta unidad especial es creada posteriormente, con su base en Hereford, Inglaterra; su nombre clave es Rainbow Six, y Clark es su comandante.
En el libro Rainbow Six, Rainbow inicia operaciones; responde exitosamente a tres ataques de los terroristas "rojos" en Berna, Viena y España. También se defiende exitosamente de un ataque realizado con el Ejército Republicano Irlandés Provisional contra su base; luego se descubre que este ataque fue ordenado por un grupo radical ecoterrorista, al cual Rainbow le da cacería y lo destruye.
La última aparición de Clark es en el libro El Oso y el Dragón, donde aún continúa a la cabeza de Rainbow. En la novela, Rainbow es temporalmente reasignado de sus labores antiterroristas a la guerra Ruso-China en Siberia; en una operación conjunta Rainbow-Spetsnaz, interviene en la destrucción de un sitio ICBM chino. La operación es casi completamente un éxito; todos excepto uno de los misiles fueron destruidos, y el último, mientras era lanzado, es destruido por la naval antes de que llegase a su destino.
Ni Clark ni Rainbow aparecen en las demás novelas; Los dientes del tigre, sin embargo, revela que Rainbow continúa operando, presuntamente en la guerra global contra el terrorismo. Clark, sin embargo, se ha retirado, y no se dan más detalles.

## Análisis
A John Clark se la otorgaron la Cruz de la Armada, la Estrella de Plata con clúster repetido, la Estrella de Bronce con tres repeticiones, tres Corazones Púrpuras y cuatro Estrellas de Inteligencia. También recibió la Medalla de Honor, otorgada y entregada por Jack Ryan mientras fue presidente de los Estados Unidos por el rescate de un piloto durante la guerra de Vietnam. Es un Mayor General simulado en Rainbow Six, aunque realmente solo alcanzó el rango de Chief Boatswain's Mate durante su carrera en la naval.
Hay cierto paralelismos entre John Clark y Jack Ryan. Clark es más propenso a doblar las reglas y operar fuera de la ley que Ryan, así que Clancy lo utiliza para los roles más grotescos. Clark odia el trabajo de escritorio que Ryan llama "como estar en casa". Tom Clancy ha dicho que Clark es el lado oscuro de Ryan.

## En Películas
John Clark ha sido interpretado por Willem Dafoe en Peligro inminente, por Liev Schreiber en Pánico nuclear y por Michael B. Jordan en Sin remordimientos.